# Championnat de France masculin de handball de deuxième division 2004-2005
Navigation
Division 2 2003-2004 Division 2 2005-2006
Le championnat de France masculin de handball de deuxième division 2004-2005 est la cinquante-troisième édition de cette compétition et la dixième édition depuis que la dénomination de Division 2 a été posée.
À l'issue de la saison, l'UMS Pontault-Combault et le Tremblay-en-France Handball sont promus en Division 1 tandis que le Massy Essonne Handball, l'US Saintes et l'Association sports et loisirs Robertsau sont relégués en Nationale 1.

## Classement
Le classement final est,
|    | Équipe                          | Pts | J  | G  | N | P  | Bp  | Bc  | Diff | Dép |
| -- | ------------------------------- | --- | -- | -- | - | -- | --- | --- | ---- | --- |
| 1  | UMS Pontault-Combault (R)       | 83  | 30 | 25 | 3 | 2  | 906 | 766 | 140  | -   |
| 2  | Tremblay-en-France Handball (P) | 71  | 30 | 19 | 3 | 8  | 773 | 712 | 61   | -   |
| 3  | Villeurbanne HBA (R)            | 70  | 30 | 18 | 4 | 8  | 764 | 720 | 44   | -   |
| 4  | SMV Porte Normande (P)          | 63  | 30 | 15 | 3 | 12 | 805 | 808 | -3   | -   |
| 5  | OC Cesson                       | 60  | 30 | 13 | 4 | 13 | 759 | 757 | 2    | -   |
| 6  | GFCO Ajaccio                    | 58  | 30 | 13 | 2 | 15 | 810 | 848 | -38  | 14  |
| 7  | Belfort AU HB (P)               | 58  | 30 | 12 | 4 | 14 | 766 | 759 | 7    | 13  |
| 8  | Billère Handball                | 58  | 30 | 12 | 4 | 14 | 712 | 686 | 26   | 12  |
| 9  | ASPTT Nancy-Vandœuvre           | 58  | 30 | 12 | 4 | 14 | 737 | 752 | -15  | 10  |
| 10 | HBC Villeneuve d'Ascq           | 57  | 30 | 12 | 3 | 15 | 755 | 749 | 6    | 10  |
| 11 | HBC Conflans                    | 57  | 30 | 12 | 3 | 15 | 779 | 776 | 3    | 9   |
| 12 | ASCA Wittelsheim                | 57  | 30 | 12 | 3 | 15 | 794 | 793 | 1    | 7   |
| 13 | Aix UC                          | 55  | 30 | 11 | 3 | 16 | 708 | 753 | -45  | 3   |
| 14 | Massy Essonne Handball          | 55  | 30 | 10 | 5 | 15 | 747 | 813 | -66  | -3  |
| 15 | US Saintes                      | 52  | 30 | 10 | 2 | 18 | 729 | 781 | -52  | -   |
| 16 | ASL Robertsau                   | 48  | 30 | 7  | 4 | 19 | 735 | 806 | -71  | -   |

Légende
|     | Promu en Division 1                      |
|     | Relégation en Nationale 1                |
| (R) | Relégué de Division 1 en début de saison |
| (P) | Promu de Nationale 1 en début de saison  |

## Statistiques et récompenses

### Meilleurs buteurs
Les meilleurs buteurs sont  :
| Rang | Joueur               | Club                        | Buts | Moy. | Matchs |
| ---- | -------------------- | --------------------------- | ---- | ---- | ------ |
| 1    | David Schneider      | ASCA Wittelsheim            | 208  | 6,9  | 30     |
| -    | Milan Manojlović     | HBC Villeneuve d'Ascq       | 208  | 6,9  | 30     |
| 3    | David Motyka         | ASPTT Nancy-Vandœuvre       | 193  | 6,7  | 29     |
| 4    | Guillaume Saurina    | Villeurbanne HBA            | 187  | 6,2  | 30     |
| 5    | Petr Hejtmanek       | UMS Pontault-Combault       | 181  | 6,0  | 30     |
| 6    | Sébastien Ganovelli  | Aix UC                      | 168  | 5,6  | 30     |
| .    | Dimitri Provornikov  | GFCO Ajaccio                | 168  | 5,6  | 30     |
| 8    | Yacinn Bouakaz       | SMV Porte Normande          | 162  | 5,4  | 30     |
| 9    | Hakim El Koutali     | GFCO Ajaccio                | 154  | ?    | ?      |
| 10   | Kévin Cuisenier      | Massy Essonne Handball      | 153  | ?    | ?      |
| -    | Johnny Voss          | Billère Handball            | 153  | ?    | ?      |
| 12   | Tomas Bokr           | ASCA Wittelsheim            | 152  | 6,1  | 25     |
| 13   | Mohamadi Loutoufi    | UMS Pontault-Combault       | 151  | ?    | ?      |
| -    | Bogdan Voina         | ASL Robertsau               | 151  | ?    | ?      |
| 15   | Selim Tami           | HBC Villeneuve d'Ascq       | 141  | ?    | ?      |
| 16   | Gary Meunier         | Villeurbanne HBA            | 140  | 5,4  | 26     |
| 17   | Teddy Prat           | Tremblay-en-France Handball | 139  | ?    | ?      |
| 18   | Gérald Jean-Zephirin | GFCO Ajaccio                | 135  | ?    | ?      |
|      | Maxime Desrumeaux    | HBC Villeneuve d'Ascq       | 135  | ?    | ?      |
|      | Kévin Emerit         | US Saintes                  | 135  | ?    | ?      |

### Meilleurs gardiens de buts
Les meilleurs gardiens de buts sont  :
| Rang | Joueur                    | Club                        | Arrêts | %      | Moy. | Matchs |
| ---- | ------------------------- | --------------------------- | ------ | ------ | ---- | ------ |
| 1    | Josef Kučerka             | GFCO Ajaccio                | 472    | ?      | 15,7 | 30     |
| 2    | Damien Moutier            | HBC Villeneuve d'Ascq       | 398    | ?      | 13,3 | 30     |
| 3    | Danyel Paruta             | Villeurbanne HBA            | 380    | 38,9 % | 12,7 | 30     |
| 4    | Radek Motlík              | ASCA Wittelsheim            | 343    | 40,5 % | 11,4 | 30     |
| 5    | Sébastien Mias            | Tremblay-en-France Handball | 315    | 45,5 % | 10,9 | 29     |
| 6    | Dragan Mladenović         | UMS Pontault-Combault       | 304    | 41,9 % | 11,3 | 27     |
| 7    | David Lehmann             | ASL Robertsau               | 293    | ?      | 9,8  | 30     |
| 8    | Slaviša Đukanović         | SMV Porte Normande          | 276    | ?      | 9,9  | 28     |
| 9    | Nicolas Pavillard         | US Saintes                  | 262    | ?      | ?    | ?      |
| 10   | Yannick Birckel           | ASPTT Nancy-Vandœuvre       | 245    | ?      | ?    | ?      |
| 11   | Mathieu Galliou           | OC Cesson                   | 240    | ?      | ?    | ?      |
| 12   | Sofiane Sifaoui           | Massy Essonne Handball      | 235    | ?      | ?    | ?      |
| 13   | Gilles Pelegatti          | Aix UC                      | 225    | ?      | ?    | ?      |
| 14   | Stéphane Michel           | Belfort AU HB               | 212    | ?      | ?    | ?      |
| 15   | Grégory Capelle           | HBC Conflans                | 204    | ?      | ?    | ?      |
| 16   | Christian Bertreux        | HBC Conflans                | 197    | ?      | ?    | ?      |
| 17   | Mathieu Kreiss            | OC Cesson                   | 178    | ?      | 9,4  | 19     |
| -    | Oleg Sapronov             | UMS Pontault-Combault       | 178    | 38,9 % | ?    | ?      |
| 19   | Mario Percin              | ASPTT Nancy-Vandœuvre       | 168    | ?      | ?    | ?      |
| 20   | Grine Lahreche            | Tremblay-en-France Handball | 148    | ?      | ?    | ?      |
| ?    | Jean-Christophe Ackermann | Billère Handball            | ?      | 42,6 % | 9,2  | ?      |